# Петър Курдов
Петър Атанасов Курдов е бивш български футболист, нападател.

## Биография
Петър Курдов е роден на 13 март 1961 в Пловдив. Започва кариерата си в ДЮШ на Марица (Пловдив).

### Професионална футболна биография
Играл е за Марица (Пловдив) (1977-1979, 23 мача с 9 гола в Б група), Левски (София) (1979-1985/ес., 1987-1988/ес., 118 мача с 36 гола в А група), Ботев (Пловдив) (1986/пр.-1987, 33 мача със 17 гола в А група), Локомотив (София) (1990/ес., 11 мача с 3 гола в А група), Янтра (1991-1992/ес., 19 мача с 6 гола в А група), Славия (1993/пр.-1994, 38 мача с 10 гола в А група), Майнц 05 (Германия) (1988-1989, 27 мача с 8 гола във Втора Бундеслига) и Майорка (Испания) (1991/пр., 9 мача с 2 гола в Примера Дивисион).
В А група има 219 мача и 72 гола. Шампион на България през 1984, 1985 и 1988 с Левски (Сф), носител на Купата на НРБ през 1982 (в неофициалния турнир) и 1984 и на Купата на Съветската армия (като второстепенен турнир) през 1984 и 1988 г. За Левски има 14 мача и 4 гола в евротурнирите (5 мача с 1 гол за КЕШ, 2 мача с 1 гол за КНК и 7 мача с 2 гола за купата на УЕФА).
В турнира за купата на страната има 33 мача и 18 гола за „сините“. Финалист на ЕП'77 за юноши до 16 години. За националния отбор има 8 мача и 1 гол, за младежкия тим има 2 мача и за юношеския национален отбор има 29 мача и 9 гола. Бивш треньор на Марица(на два пъти), Беласица, Левски (Долна баня), Ботев (Пловдив) и Спартак (Варна).
Баща е на нападателите Евгени Курдов и Атанас Курдов.